# Junior-Programme
Die Junior-Programme (Eigenschreibweise: JUNIOR Programme, ursprünglich von „Junge Unternehmer initiieren – organisieren – realisieren“) wurden 1994 vom Institut der deutschen Wirtschaft Köln ins Leben gerufen, um Schülern das Thema Wirtschaft näherzubringen. Ursprünglich hießen die heutigen Programme „JUNIOR-Projekt“.
Schülern wird im Rahmen der Programme die Möglichkeit gegeben, Wirtschaftsthemen wie Produktentwicklung, Buchführung und Marketing in der Praxis zu erleben.

## Funktionsweise
JUNIOR ist ein Programm der im Jahr 2008 gegründeten Institut der deutschen Wirtschaft Köln JUNIOR gGmbH und wird in allen 16 deutschen Bundesländern durchgeführt. Die JUNIOR Programme bieten Jugendlichen die Möglichkeit, Wirtschaft live zu erleben, ihre Kommunikationsfähigkeit und ihre Sozialkompetenz schulen. JUNIOR gehört zum Initiativkreis des Projekts „Unternehmergeist in die Schulen“, das vom Bundesministerium für Wirtschaft und Energie ins Leben gerufen wurde. Die Institut der deutschen Wirtschaft Köln JUNIOR gGmbH ist als Junior Achievement Germany Mitglied des europäischen Dachverbands Junior Achievement Europe und des weltweiten Verbands Junior Achievement Worldwide.
In Deutschland werden die Programme JUNIOR expert, JUNIOR advanced, JUNIOR basic und JUNIOR primo angeboten.

### JUNIOR expert
Schüler ab Klasse 9 entwickeln im Programm JUNIOR expert eine eigene Geschäftsidee und setzen diese nach der Gründung einer auf ein Jahr begrenzten Schülerfirma um. Bis zu 90 Anteilscheine à 10 Euro verkaufen die Schüler nach der Gründung und erhalten so ein maximales Startkapital von 900 Euro. Im Geschäftsjahr müssen Lohn, Steuern und Versicherungsbeiträge gezahlt, Geschäftsberichte erstellt und das Produkt produziert und vertrieben bzw. Dienstleistungen geleistet werden. Am Ende des Geschäftsjahres wird das Unternehmen aufgelöst und den Anteilseignern ihre Dividende ausbezahlt.

### JUNIOR advanced
JUNIOR advanced ist ein Programm, das sich an Schüler der Klassen 7 bis 10 und auch speziell an Real- und Hauptschulen richtet. Das Programm knüpft an JUNIOR expert an. Wesentliche Unterschiede zwischen den Programmen expert und advanced ergeben sich im Ablauf und den Anforderungen an die teilnehmenden Schüler.

### JUNIOR basic
Das einzige Programm, das nicht auf ein Jahr beschränkt ist, ist das Programm JUNIOR basic. Es ist auch für Teilnehmer ab der 5. Klasse geeignet und bietet einen gut verständlichen Einstieg in die Welt der Wirtschaft. Im Gegensatz zu den anderen Programmen ist es den Teilnehmern auch möglich, ein rein wiederverkaufendes Unternehmen zu führen.

### JUNIOR primo
Das Grundschulprogramm JUNIOR primo ist speziell für jüngere Kinder konzipiert worden und kein klassisches Schülerfirmenprogramm. Im Rahmen von JUNIOR primo lernen Grundschüler ein Grundverständnis für Rollen, Aufgaben und Verantwortungen der verschiedenen Akteure in einer Gemeinde. Den Lehrkräften wird Material zur Verfügung gestellt, um die Kinder bei einer Reise durch die Gemeinde zu begleiten.
Eine detailliertere Übersicht über die Unterschiede zwischen den Programmen expert, advanced und basic ist auf der Website der IW JUNIOR zu finden.

## Wettbewerbe
Auf Landes-, Bundes- und Europaebene finden jährlich Wettbewerbe statt. Dabei werden Landes- und Bundeswettbewerbe von der IW JUNIOR gGmbH ausgerichtet, den Europawettbewerb veranstaltet Junior Achievement Europe. Geschäftsberichte, Messestände und Bühnenpräsentationen werden teils mehreren Jurys bewertet und führen im Ergebnis zu den Landes-, Bundes- und Europasiegern.

### Landeswettbewerbe
Beim Landeswettbewerb der JUNIOR-Firmen treten in der Regel die zehn besten Unternehmen eines Bundeslandes, die sich über den zuvor eingereichten Geschäftsbericht und die Monatsberichte qualifizierten, gegeneinander an. Die Jury bewertet unter anderem den Geschäftsbericht, eine Bühnenpräsentation, einen Messestand, ein am Stand geführtes Interview mit der Fachjury, sowie der Gesamteindruck des Unternehmens und die Geschäftsidee. In die Bewertung fließen neben den genannten Kriterien ebenso der Entwicklungsprozess der Schüler, ihr Umgang mit Problemen und Herausforderungen im Team oder die Fähigkeit, potenzielle Kunden und Investoren zu begeistern ein. Die Gewinner des jeweiligen Bundeslandes vertreten dieses beim Bundeswettbewerb. Wenn in einem Bundesland besonders viele Unternehmen teilnehmen ist es möglich, auch mehr als 10 Unternehmen zum Landeswettbewerb einzuladen und auch mehr als ein Unternehmen zum Bundeswettbewerb zuzulassen.

### Bundeswettbewerb
Die Sieger der Landesentscheide treten beim Bundeswettbewerb gegeneinander an, die Bewertungskriterien gleichen denen des Landeswettbewerbs. Das zweitägige Bundesfinale umfasst außerdem ein Rahmenprogramm zum gegenseitigen Kennenlernen, fortbilden und einer abschließenden Abendveranstaltung.
Die Bundesländer, in denen mehr als 100 Unternehmen gegeneinander antreten, dürfen mit zwei Landessiegern beim Bundeswettbewerb antreten. Das betrifft die Bundesländer Baden-Württemberg, Bayern und Nordrhein-Westfalen. Nicht vertreten sind dagegen mangels Teilnehmer die Bundesländer Bremen, Mecklenburg-Vorpommern und Sachsen-Anhalt.
| Jahr           | Sieger |
| -------------- | --- |
| 2024           | 1. Platz: blockbaytoy, Nordrhein-Westfalen 2. Platz: Vintaged Games, Hessen 3. Platz: Nordreckord, Schleswig-Holstein       |
| 2023           | 1. Platz: Rebalanced, Baden-Württemberg 2. Platz: endlosschleife, Schleswig-Holstein 3. Platz: Firefly, Nordrhein-Westfalen |
| 2022           | 1. Platz: Carducation, Hessen 2. Platz: Düsselrein, Nordrhein-Westfalen 3. Platz: Dat Plattebauk, Niedersachsen             |
| 2021 (digital) | 1. Platz: Townaround, Niedersachsen 2. Platz: Kill D`Bazill, Baden-Württemberg 3. Platz: EcksGames, Schleswig-Holstein      |
| 2020 (digital) | 1. Platz: rottweil.life, Baden-Württemberg 2. Platz: deLight it, Schleswig-Holstein 3. Platz: Tanzcafé Kral, Brandenburg    |
| 2019           | 1. Platz: meehr, Schleswig-Holstein 2. Platz: DubbeKlamodde, Rheinland-Pfalz 3. Platz: eulenguide, Niedersachsen            |
| 2018           | 1. Platz: Dot. Drummel on Tour, Nordrhein-Westfalen                                                                         |
| 2017           | 1. Platz: Pacato, Hamburg                                                                                                   |
| 2016           | 1. Platz: Cofee Capsule Assessor, Hamburg                                                                                   |
| 2015           | 1. Platz: Rauteck, Schleswig-Holstein                                                                                       |
| 2014           | 1. Platz: Plattenspiel, Niedersachsen                                                                                       |
| 2013           | 1. Platz: KraGü, Bayern |
| 2012           | 1. Platz: Lillepott, Rheinland-Pfalz                                                                                        |
| 2011           | 1. Platz: envolisten, Nordrhein-Westfalen                                                                                   |
| 2010           | 1. Platz: EnerXchange, Baden-Württemberg                                                                                    |
| 2009           | 1. Platz: solAround, Niedersachsen                                                                                          |
| 2008           | 1. Platz: ImageBB, Baden-Württemberg                                                                                        |
| 2007           | 1. Platz: KulTouring, Nordrhein-Westfalen                                                                                   |
| 2006           | 1. Platz: know it, Niedersachsen                                                                                            |

### Europawettbewerb
Die Company of the Year Competition von Junior Achievement Europe ist ein mehrtägiger Contest, bei dem sich die Erstplatzierten der nationalen Ebene aus rund 40 Staaten messen. Der Wettbewerb wird im Rahmen des Gen-E-Festival veranstaltet, Europas größtem Entrepreneurship-Event. Die gesamte Veranstaltung findet auf Englisch statt. Bewertet wird nach dem ebenfalls englischsprachigen Geschäftsbericht, einer Bühnenpräsentation, einem Standinterview und einem gesonderten Panel-Interview. Zusätzlich wird ein umfangreiches Rahmenprogramm geboten, das kulturelle Hintergründe der veranstaltenden Nation zeigen sowie die Teilnehmer zum interkulturellen Kontakt motivieren soll.
| Jahr | Austragungsland        | Austragungsort | Sieger |
| ---- | ---------------------- | -------------- | --- |
| 2025 | Griechenland           | Athen          | |
| 2024 | Italien                | Catania        | 1. Platz: Treberei, Österreich 2. Platz: Glan Go Glas, Irland 3. Platz: Letz Guess, Luxemburg                      |
| 2023 | Türkei                 | Istanbul       | 1. Platz: Isometricks, Griechenland 2. Platz: Sobb Ub, Schweden 3. Platz: Fluf, Slowakei                           |
| 2022 | Estland                | Tallinn        | 1. Platz: Microgreens Magicgreens, Griechenland 2. Platz: Drinkhalm, Österreich 3. Platz: Carducation, Deutschland |
| 2021 | Litauen                | digital        | 1. Platz: Scribo, Slowakei 2. Platz: FlowOn, Griechenland 3. Platz: Lazy Bowl, Österreich                          |
| 2020 | Portugal               | digital        | 1. Platz: Bubbles, Dänemark 2. Platz: Sigma, Israel 3. Platz: Tensopathy, Türkei                                   |
| 2019 | Frankreich             | Lille          | 1. Platz: Entella Company, Türkei 2. Platz: Brand, Estland 3. Platz: Farm Animal Trade, Italien                    |
| 2018 | Serbien                | Belgrad        | 1. Platz: SureLight, Vereinigtes Königreich 2. Platz: OKelvin JA, Italien 3. Platz: Bugman's Best, Finnland        |
| 2017 | Belgien                | Brüssel        | 1. Platz: Festera, Estland 2. Platz: Locker Room Talk, Schweden 3. Platz: Promotor, Israel                         |
| 2016 | Schweiz                | Luzern         | 1. Platz: SubReader, Dänemark 2. Platz: Irdify, Slowenien 3. Platz Enlighten Hope, Vereinigtes Königreich          |
| 2015 | Deutschland            | Berlin         | 1. Platz: Rauteck, Deutschland                                                                                     |
| 2014 | Estland                | Tallinn        | 1. Platz: E-14 Magma, Island                                                                                       |
| 2013 | Vereinigtes Königreich | London         | 1. Platz: 3 little Pigs, Estland                                                                                   |
| 2012 | Rumänien               | Bukarest       | 1. Platz: Sign4Life, Irland                                                                                        |
| 2011 | Norwegen               | Oslo           | 1. Platz: Summit Enterprise, Vereinigtes Königreich                                                                |
| 2010 | Italien                | Cagliari       | 1. Platz: Pnööö, Schweiz                                                                                           |
| 2009 | Niederlande            | Rotterdam      | 1. Platz: Touch of green, Estland                                                                                  |
| 2008 | Schweden               | Stockholm      | 1. Platz: Image BB, Deutschland                                                                                    |
| 2007 | Deutschland            | Berlin         | 1. Platz: Deutsch Spaß, Irland                                                                                     |
| 2006 | Schweiz                | Interlaken     | 1. Platz: Know It, Deutschland                                                                                     |
| 2005 | Norwegen               | Oslo           | 1. Platz: UCMe, Schweden                                                                                           |
| 2004 | Malta                  | Valletta       | 1. Platz: Primecut, Schweiz                                                                                        |
| 2003 | Vereinigtes Königreich | London         | |
| 2002 | Frankreich             | Paris          | 1. Platz: Mixables, Malta                                                                                          |

## JUNIOR Alumni e. V.
Das im Jahr 2004 ursprünglich unter dem Namen JENZ e. V. (Junior-Ehemaligen-Netzwerk) gegründete Netzwerk ehemaliger JUNIOR-Teilnehmer „JUNIOR Alumni e. V.“ richtet zusätzlich neben weiteren lokalen und überregionalen Veranstaltungen den offiziellen Best Website Award aus, in dem JUNIOR-Unternehmen mit besonders gut gelungenen Internetpräsenzen ausgezeichnet werden. Ein weiterer Preis wird für das beste Imagevideo (Best Video Award) vergeben.
Die ehemaligen Teilnehmer unterstützen die aktiven JUNIOR-Teilnehmer im Projektjahr und bieten Workshops, Teamtrainings und Konferenzen (auch auf europäischer Ebene) an.
Im europäischen Kontext ist Junior Alumni e. V. dem Junior Achievement Alumni Europe mit mehr als 10.000 Ehemaligen zugeordnet.

## Quelle
- Institut der deutschen Wirtschaft Köln JUNIOR gGmbH
- Junior Alumni e. V.